# Orange Caramel
Orange Caramel (hangul: 오렌지 캬라멜) är en sydkoreansk tjejgrupp bildad 2010 av Pledis Entertainment som en undergrupp till After School. Den har varit inaktiv sedan 2014 men är ej upplöst.
Gruppen består av de tre medlemmarna Raina, Nana och Lizzy.

## Medlemmar

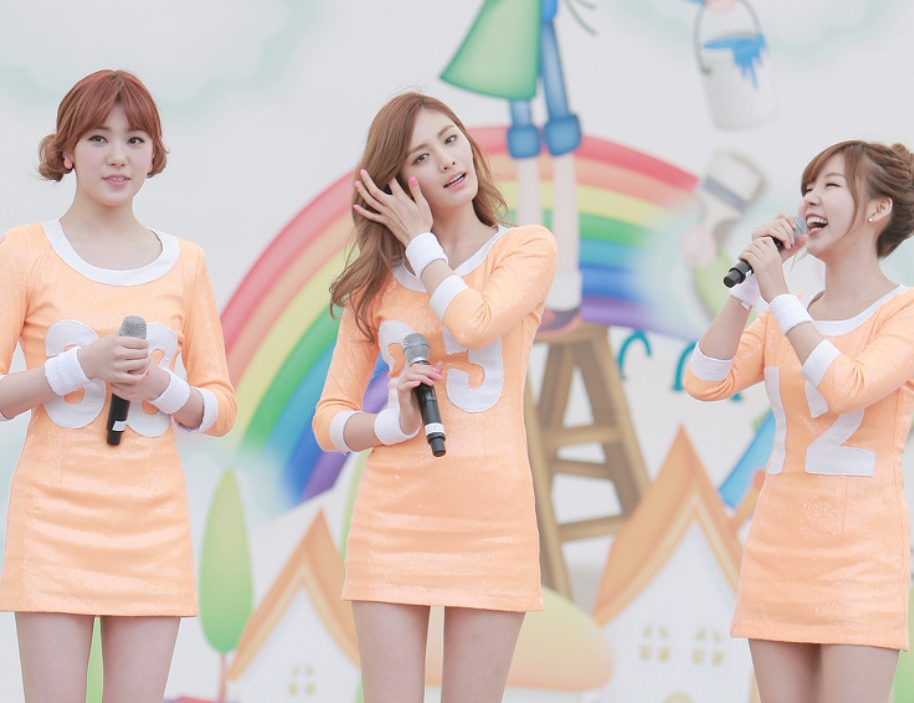
Orange Caramel år 2013

| Artistnamn   | Artistnamn | Födelsenamn    | Födelsenamn | Födelsedatum      |
| Romanisering | Hangul     | Romanisering   | Hangul      | Födelsedatum      |
| ------------ | ---------- | -------------- | ----------- | ----------------- |
| Raina        | 레이나     | Oh Hye-rin     | 오혜린      | 7 maj 1989        |
| Nana         | 나나       | Im Jin-ah      | 임진아      | 14 september 1991 |
| Lizzy        | 리지       | Park Soo-young | 박수영      | 31 juli 1992      |

## Diskografi

### Album
| Albuminformation                                            | Topplacering          | Topplacering   |           |
| Albuminformation                                            | Sydkorea (Gaon Chart) | Japan (Oricon) |           |
| Koreanska                                                   | Koreanska             | Koreanska      | Koreanska |
| ----------------------------------------------------------- | --------------------- | -------------- | --------- |
| The First Mini Album (EP-skiva) - Släppt: 17 juni 2010      | 2                     | —              |           |
| The Second Mini Album (EP-skiva) - Släppt: 18 november 2010 | 10                    | —              |           |
| Bangkok City (Singelalbum) - Släppt: 31 mars 2011           | 3                     | —              |           |
| Shanghai Romance (Singelalbum) - Släppt: 13 oktober 2011    | 6                     | —              |           |
| Lipstick (Studioalbum) - Släppt: 12 september 2012          | 3                     | 92             |           |
| Catallena (Singelalbum) - Släppt: 12 mars 2014              | 5                     | —              |           |
| My Copycat (Singelalbum) - Släppt: 18 augusti 2014          | 8                     | —              |           |
| Japanska                                                    |                       |                |           |
| Orange Caramel (Studioalbum) - Släppt: 13 mars 2013         | —                     | 21             |           |

### Singlar
| År        | Titel                                                 | Topplacering          | Topplacering   |
| År        | Titel                                                 | Sydkorea (Gaon Chart) | Japan (Oricon) |
| Koreanska | Koreanska                                             | Koreanska             | Koreanska      |
| --------- | ----------------------------------------------------- | --------------------- | -------------- |
| 2010      | "Magic Girl"                                          | 18                    | —              |
| 2010      | "Aing"                                                | 5                     | —              |
| 2011      | "Bangkok City"                                        | 3                     | —              |
| 2011      | "Shanghai Romance"                                    | 8                     | —              |
| 2011      | "Funny Hunny"                                         | 8                     | —              |
| 2012      | "Lipstick"                                            | 5                     | —              |
| 2012      | "Dashing Through the Snow in High Heels" (med NU'EST) | 25                    | —              |
| 2013      | "Hug Song" (med 10cm)                                 | 14                    | —              |
| 2014      | "Catallena"                                           | 6                     | —              |
| 2014      | "Abing Abing"                                         | 18                    | —              |
| 2014      | "My Copycat"                                          | 19                    | —              |
| Japanska  |                                                       |                       |                |
| 2012      | "Yasashii Akuma"                                      | —                     | 10             |
| 2012      | "Lipstick"/"Lamu no Love Song"                        | —                     | 12             |